# El Lobo (film)

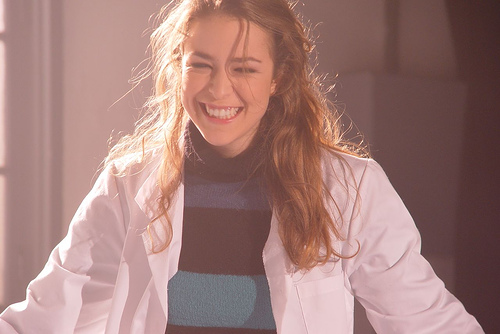
Silvia Abascal dans le rôle de la femme de Txema Loygorri.

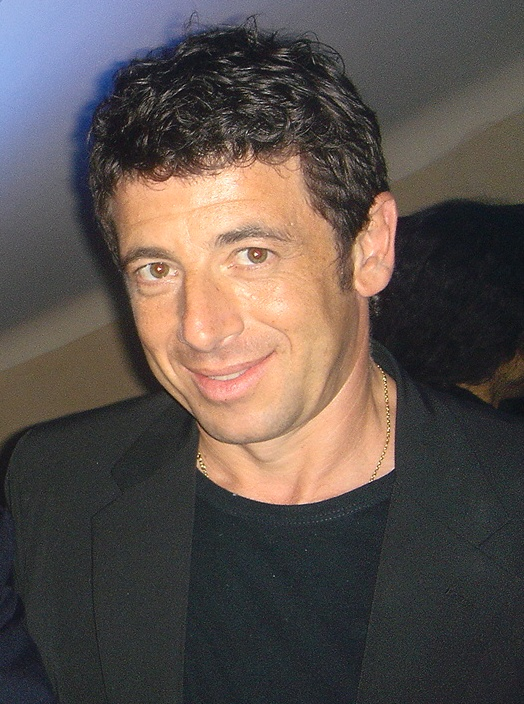
Patrick Bruel dans le rôle de Nelson, un des plus importants dirigeants d'ETA.

Pour les articles homonymes, voir El Lobo.
Pour plus de détails, voir Fiche technique et Distribution.
El Lobo (littéralement « Le Loup » en castillan) est un film espagnol réalisé par Miguel Courtois et sorti 2004.

## Synopsis
Ce film est inspiré de l'histoire vraie de Mikel Lejarza (un membre du service de renseignement espagnol), surnommé El Lobo (Le Loup), et qui est infiltré au cœur du groupe armé ETA au début des années 1970.
El Lobo s'inspire de la vie de Mikel Lejarza, l'agent des services secrets espagnols infiltrés dans l'ETA entre 1973 et 1975, qui contribua à la chute d'un quart de l'effectif terroriste de l'époque. Le film retrace l'histoire d'un homme utilisé puis trahi par les services secrets de Franco et rejeté par sa propre famille, mais qui sut cependant se protéger et, par ses propres moyens, continua et acheva sa mission. À la fin de l'opération, El Lobo, déclaré cible prioritaire par l'ETA, fut forcé de changer d'identité et de visage, et disparut sans laisser de traces.

## Fiche technique
- Titre espagnol : El Lobo
- Réalisateur : Miguel Courtois
- Scénario : Antonio Onetti
- Musique : Francesc Gener
- Photographie : Néstor Calvo
- Montage : Guillermo Maldonado
- Décors : Miguel Torrente
- Costumier : Pedro Moreno
- Décors : Benjamín Fernández
- Effets spéciaux : Reyes Abades
- Production : Julio Fernandez et Melchor Miralles
- Sociétés de distribution : Castelao Producciones S.A. (Espagne) ; Artédis (France)
- Budget : 5.532,535 € (estimé)[1]
- Pays d'origine :  Espagne
- Langues originales : espagnol et français
- Format : couleur
- Durée : 125 minutes
- Dates de sortie :
  - Espagne : 5 novembre 2004
  - France : 26 avril 2006

## Distribution
- Eduardo Noriega : Txema, El Lobo
- Mélanie Doutey : Amaia
- Patrick Bruel : Nelson
- José Coronado : Ricardo
- Silvia Abascal : Begona
- Jorge Sanz : Asier
- Aitor Mazo : Arrieta
- Antonio Ferrera (acteur) : Reto
- Javier Tolosa : Père Zunzunegui
- Manolo Zarzo : Matias
- Cristina Perales : Soto
- Santiago Ramos : Pantxo

## Distinctions
- Lors du Prix Goya 2005, El Lobo a reçu deux récompenses : meilleur montage et meilleurs effets spéciaux. Le film avait obtenu trois autres nominations : Meilleur acteur (Eduardo Noriega), Meilleure direction de production (Miguel Torrente et Cristina Zumarraga) et Meilleur second rôle féminin (Silvia Abascal).
- Sélectionné dans de nombreux festivals internationaux, il a notamment remporté le prix de la mise en scène au festival de Miami et le grand prix du festival FanTasia du Canada.